# Real Ear Unaided Gain
Der Real Ear Unaided Gain (REUG) bezeichnet die Eigenverstärkung des äußeren Gehörgangs beim offenen Ohr, d. h. ohne dass z. B. ein Ohrhörer oder die Otoplastik eines Hörgerätes eingesetzt ist. Die Verstärkung ergibt sich aus der Resonanz durch die Länge des Gehörgangs und ist am stärksten ausgeprägt im Frequenzbereich von etwa 2 bis 5 kHz, wo sie bis zu 20 dB betragen kann.
Diese Verstärkung ist von Mensch zu Mensch individuell verschieden. In der Norm IEC 60118-8:2005 werden die REUG-Werte aus Messungen mit dem Kunstkopf KEMAR zugrunde gelegt, wobei eine maximale Verstärkung von 18 dB knapp unterhalb von 3 kHz auftritt.
Beim Menschen kann der individuelle REUG durch eine In-situ-Anlage mit Hilfe eines Sondenschlauches bzw. Sondenmikrofons gemessen werden, das in den Gehörgang eingeführt wird.
Bei der Anpassung von Hörgeräten können die individuellen Unterschiede des REUG eine Rolle spielen, da er einen Einfluss auf die tatsächliche Verstärkung des Hörgerätes hat.
Ohrhörer, die den Gehörgang verschließen, verändern dadurch das Resonanzverhalten des Gehörgangs. Dieser Unterschied zum REUG kann durch Ausgleich des Frequenzgangs des Ohrhörers berücksichtigt werden.